# НХЛ у сезоні 1966—1967
НХЛ у сезоні 1966/1967 — 50-й регулярний чемпіонат НХЛ. Сезон стартував 19 жовтня 1966. Закінчився фінальним матчем Кубка Стенлі 2 травня 1967 між Торонто Мейпл-Ліфс та Монреаль Канадієнс перемогою «Мейпл-Ліфс» 3:1 в матчі та 4:2 в серії. Це тринадцята перемога в Кубку Стенлі Торонто.

## Регулярний сезон
Боббі Орр дебютував 19 жовтня у матчі проти Детройта (6:2).
Террі Савчук став першим воротарем, який досяг 100 шатаутів, сталося це 4 березня 1967 в матчі Торонто - Чикаго 4:0.
Боббі Галл став першим хокеїстом, який закинув 50 та більше шайб у двох сезонах поспіль, сталося це 18 березня 1967 в матчі Торонто - Чикаго 9:5.
Чикаго Блек Гокс, який виграв три Кубки Стенлі, фінішував першим в загальному заліку в турнірній таблиці вперше у своїй історії, на сімнадцять очок випереджає Монреаль Канадієнс та на дев'ятнадцять Торонто Мейпл-Ліфс.

## Матч усіх зірок НХЛ
20-й матч усіх зірок НХЛ пройшов 18 січня 1967 року в Монреалі: Монреаль Канадієнс — Усі Зірки 3:0 (2:0, 0:0, 1:0).

## Підсумкова турнірна таблиця
| # | Команда            | І  | В  | П  | Н  | ШЗ  | ШП  | Очки |
| - | ------------------ | -- | -- | -- | -- | --- | --- | ---- |
| 1 | Чикаго Блек Гокс   | 70 | 41 | 12 | 17 | 264 | 170 | 94   |
| 2 | Монреаль Канадієнс | 70 | 32 | 13 | 25 | 202 | 188 | 77   |
| 3 | Торонто Мейпл-Ліфс | 70 | 32 | 11 | 27 | 204 | 211 | 75   |
| 4 | Нью-Йорк Рейнджерс | 70 | 30 | 12 | 28 | 188 | 189 | 72   |
| 5 | Детройт Ред-Вінгс  | 70 | 27 | 4  | 39 | 212 | 241 | 58   |
| 6 | Бостон Брюїнс      | 70 | 17 | 10 | 43 | 182 | 253 | 44   |

## Найкращі бомбардири
| Гравець      | Команда            | І  | Г  | П  | О  |
| ------------ | ------------------ | -- | -- | -- | -- |
| Стен Микита  | Чикаго Блек Гокс   | 70 | 35 | 62 | 97 |
| Боббі Галл   | Чикаго Блек Гокс   | 66 | 52 | 28 | 80 |
| Норм Ульман  | Детройт Ред-Вінгс  | 68 | 26 | 44 | 70 |
| Кенні Варрам | Чикаго Блек Гокс   | 70 | 31 | 34 | 65 |
| Горді Хоу    | Детройт Ред-Вінгс  | 69 | 25 | 40 | 65 |
| Боббі Руссо  | Монреаль Канадієнс | 68 | 19 | 44 | 63 |
| Філ Еспозіто | Чикаго Блек Гокс   | 69 | 21 | 40 | 61 |
| Філ Гуйєтт   | Нью-Йорк Рейнджерс | 70 | 12 | 49 | 61 |
| Даг Монс     | Чикаго Блек Гокс   | 61 | 25 | 35 | 60 |
| Анрі Рішар   | Монреаль Канадієнс | 65 | 21 | 34 | 55 |

## Плей-оф

### Півфінали
| - 6 квітня. Чикаго — Торонто 5:2 - 9 квітня. Чикаго — Торонто 1:3 - 11 квітня. Торонто — Чикаго 3:1 - 13 квітня. Торонто — Чикаго 3:4 - 15 квітня. Чикаго — Торонто 2:4 - 18 квітня. Торонто — Чикаго 3:1 Серія: Чикаго — Торонто 2-4 | - 6 квітня. Монреаль — НЙ Рейнджерс 6:4 - 8 квітня. Монреаль — НЙ Рейнджерс 3:1 - 11 квітня. НЙ Рейнджерс — Монреаль 2:3 - 13 квітня. НЙ Рейнджерс — Монреаль 1:2 ОТ Серія: Монреаль — НЙ Рейнджерс 4-0 |

### Фінал
- 20 квітня. Монреаль — Торонто 6:2
- 22 квітня. Монреаль — Торонто 0:3
- 25 квітня. Торонто — Монреаль 3:2 2ОТ
- 27 квітня. Торонто — Монреаль 2:6
- 29 квітня. Монреаль — Торонто 1:4
- 2 травня. Торонто — Монреаль 3:1

Серія: Монреаль — Торонто 2-4

## Призи та нагороди сезону
| Нагороди                 | Гравець                                | Команда             |
| ------------------------ | -------------------------------------- | ------------------- |
| Пам'ятний трофей Колдера | Боббі Орр                              | Бостон Брюїнс       |
| Трофей Арта Росса        | Стен Микита                            | Чикаго Блек Гокс    |
| Пам'ятний трофей Гарта   | Стен Микита                            | Чикаго Блек Гокс    |
| Трофей Конна Смайта      | Дейв Кеон                              | Торонто Мейпл-Ліфс  |
| Приз Джеймса Норріса     | Гаррі Говелл                           | Нью-Йорк Рейнджерс  |
| Приз Леді Бінг           | Стен Микита                            | Чикаго Блек Гокс    |
| Трофей Лестера Патріка   | Горді Хоу Чарлз Адамс Джеймс Е. Норріс | Детройт Ред-Вінгс - |
| Трофей Везини            | Глен Голл Дені ДеЙорді                 | Чикаго Блек Гокс    |

| Нагорода               | Клуб               |
| ---------------------- | ------------------ |
| Приз принца Уельського | Чикаго Блек Гокс   |
| Кубок Стенлі           | Торонто Мейпл-Ліфс |

## Команда всіх зірок
| Перша команда                     | Позиція              | Друга команда                   |
| --------------------------------- | -------------------- | ------------------------------- |
| Едді Джакомін, Нью-Йорк Рейнджерс | Воротар              | Глен Голл, Чикаго Блек Гокс     |
| П'єр Пільот, Чикаго Блек Гокс     | Захисник             | Тім Гортон, Торонто Мейпл-Ліфс  |
| Гаррі Говелл, Нью-Йорк Рейнджерс  | Захисник             | Боббі Орр, Бостон Брюїнс        |
| Стен Микита, Чикаго Блек Гокс     | Центральний нападник | Норм Ульман, Детройт Ред-Вінгс  |
| Кен Воррем, Чикаго Блек Гокс      | Правий нападник      | Горді Хоу, Детройт Ред-Вінгс    |
| Боббі Галл, Чикаго Блек Гокс      | Лівий нападник       | Дон Маршалл, Нью-Йорк Рейнджерс |